# Татарский Ключ
Тата́рский Ключ — посёлок в Заиграевском районе Бурятии. Образует сельское поселение «Ключевское».

## География
Расположен на левобережье реки Челутай (правый приток Брянки) в 22 км к югу от районного центра, пгт Заиграево, в 10 км к югу от станции Челутай и 10 км западнее станции Илька, находящихся на Транссибирской магистрали. Восточнее посёлка, по правому берегу Челутая, проходит железнодорожная линия от станции Тугнуй (Саган-Нур) на станцию Челутай, по которой осуществляются поставки угля Тугнуйского разреза. На линии расположена грузовая станция Татарская. В 1,5 км западнее посёлка находится известковый карьер «Татарский Ключ».

## История
В 1895 году, во время строительства Транссибирской магистрали, у станции Заиграево был построен Брянский цементный завод, принадлежавший потомственному почётному гражданину Верхнеудинска купцу А. Х. Тетюкову. Сырьё добывалось в местности Татарский Ключ (у современного посёлка Татарский Ключ) — работали мраморный и известковый рудники, также принадлежавшие А. Х. Тетюкову. Продукция завода поставлялась по Восточной Сибири, в Маньчжурию и Монголию. Во время Первой мировой войны цементный завод прекратил выпуск продукции.
Современный посёлок основан в конце 1950-х годов при разработке известкового карьера «Татарский Ключ».

## Население
| 2002  | 2010  | 2012  | 2013  | 2014  | 2015  | 2016  |
| ----- | ----- | ----- | ----- | ----- | ----- | ----- |
| 2046  | ↘1863 | ↘1850 | ↘1828 | ↘1794 | ↘1764 | ↘1752 |
| 2017  | 2018  | 2019  | 2020  | 2021  | 2023  | 2024  |
| ↘1725 | ↘1704 | ↘1664 | ↘1653 | ↘1403 | ↘1390 | ↘1372 |
| 2025  |       |       |       |       |       |       |
| ↘1345 |       |       |       |       |       |       |

## Инфраструктура
- Администрация сельского поселения
- Средняя общеобразовательная школа
- Детский сад
- Ключевская врачебная амбулатория
- Дом культуры «Горняк»